# Pierre Lemaitre
Pierre Lemaitre (n. 19 aprilie 1951, Paris, Franța) este un scriitor francez. În prima parte a carierei sale a scris romane polițiste, romane negre și thrillere, unele îmbinând caracteristicile acestora, apoi romane mai profunde, dar cu elemente ale primelor, precum și scenarii de filme de cinema, de filme și seriale de televiziune. Operele sale se bucură de succes la public și sunt în general bine primite de critica literară. Au fost distinse cu numeroase premii, cel mai important fiind Premiul Goncourt.

## Viața și cariera
Pierre Lemaitre și-a petrecut copilăria la Aubervilliers și Drancy, localități de la periferia Parisului. Părinții lui erau funcționari de condiție modestă, dar care citeau mult, și fiul lor de asemenea a fost de timpuriu pasionat de literatură. Părinții aveau vederi politice de stânga, ca mai târziu și fiul lor.
Viitorul scriitor a făcut studii de psihologie, apoi a fondat un organism în domeniul pregătirii profesionale a adulților și a ținut seminarii de comunicare și cultură generală, de pildă pentru bibliotecari, pe teme ca literatura franceză, europeană și americană, analiza de text etc..
A început și să scrie romane, dar ezita să le trimită editurilor. Unul scris în 1985 l-a publicat numai în 2012, cu titlul Le Serpent majuscule (literal „Șarpele majuscul”). Prima carte i-a apărut abia când avea 55 de ani, în 2006, romanul polițist Travail soigné, după ce acesta a fost refuzat de 22 de edituri, dintre care una s-a răzgândit mai târziu și l-a publicat, distins în același an cu Premiul pentru primul roman al Festivalului romanului polițist de la Cognac⁠(d).
În 2013, primul său roman care nu este polițist, Au revoir là-haut a fost distins cu Premiul Goncourt.
Pierre Lemaitre a colaborat sistematic la revista Le Magazine littéraire⁠(d) până în 2017, cu rubrica Classiques et Compagnie. Este membru a Société des gens le lettres⁠(d) (Societatea Literaților), al cărei administrator a fost între 2011 și 2013.
Scriitorul este sensibil la problemele sociale. Astfel, activează ca benevol la Secours populaire français⁠(d) (Ajutorul Popular Francez). De asemenea, susține activitatea organizației Observatoire international des prisons (Observatorul Internațional al Închisorilor), de exemplu colaborând la volumul colectiv Passés par la case prison (Trecuți prin închisoare).
În articole de presă, Pierre Lemaitre se pronunță în diverse probleme politice și de societate. De pildă a criticat angajarea, în opinia sa insuficientă, a Ministerului Educației Naționale în chestiunea copiilor cu tulburări ale învățării.
Scriitorul a locuit o vreme la Fontvieille, în apropiere de Arles, iar din 2023, în apropiere de Périgueux. Este căsătorit a doua oară, și soția lui este primul cititor și critic al manuscriselor sale. Hobby-ul lui este maratonul. De exemplu cursa dintre Paris și Rouen a câștigat-o în 2019.

## Opera
Pierre Lemaitre a publicat mai ales romane. Patru dintre ele sunt romane polițiste, în același timp și thrillere, care constituie o serie cu comisarul Verhœven:
- Travail soigné (2006)[19];
- Alex (2012)[20];
- Sacrifices (2012)[21];
- Rosy & John (2014)[22].

Alte romane de același gen sunt:
- Robe de marié (lit. „Rochie de mire”) (2008)[18];
- Cadres noirs (lit. „Cadre de conducere negre”) (2010)[18];
- Le Serpent majuscule (2012)[23].

Din 2013, Pierre Lemaitre a trecut la scrierea unor romane sociale și psihologice, inspirate și din fapte reale, dar cu elemente de suspans ca în cele polițiste și în thrillere.
Aproape toate costituie două serii a căror acțiune se desfășoară în perioade relativ extinse din secolul al XX-lea.
Prima este trilogia Les Enfants du désastre (lit. „Copiii dezastrului”):
- Au revoir là-haut (2013)[18] are drept fond Franța în degringoladă de după Primul Război Mondial, cu veteranii ei anonimi dați uitării și condamnați la mizerie. Personajele principale sunt doi veterani dintre care un artist cu fața desfigurată. Ca să se răzbune pe declanșarea războiului care a provocat atâta moarte și suferință, acesta are ideea unei mari escrocherii: încasează de la multe localități avansul pentru monumente ale eroilor pe care le desenează artistul, dar care nu vor fi construite niciodată[24].
- Couleurs de l'incendie (2018)[18][25] continuă trilogia cu o frescă a Franței interbelice cu elemente prevestitoare ale celui de-al Doilea Război Mondial. Are drept personaj principal pe unul secundar din romanul precedent, o femeie pe panta ruinei financiare și a decăderii sociale provocate de un anturaj fără scrupule, dar care reușește să se răzbune și să se refacă datorită inteligenței și energiei sale[26].
- Miroir de nos peines (lit. „Oglinda suferințelor noastre”) (2020) încheie trilogia cu Franța anului 1940, în haosul cauzat de înfrângerea în al Doilea Război Mondial. În centrul romanului este o femeie tânără care în primul roman era o fetiță prietenă cu cele două personaje principale. În peripeții cu întorsături neașteptate, întâlnește tot felul de caractere: ticăloși, escroci, dar și oameni cu bunăvoință și eroi[27].

A doua serie, Les Années glorieuses (lit. „Anii glorioși”) cuprinde trei romane:
- Le Grand Monde (lit. „Lumea cea mare”) (2022)[28] urmărește viața membrilor unei familii franceze din mica burghezie după al Doilea Război Mondial, la Beirut, la Saigon în timpul Primului Război din Indochina, și la Paris. Copiii familiei, deja adulți tineri, au evoluții divergente într-o societate în curs de a se reface[29].
- Le Silence et la Colère (lit. „Liniștea și furia”) (2023)[30] continuă întâmplările pline de neprevăzut ale membrilor familiei pe fondul dezvoltării economice a Franței din anii 1950[31].
- Un avenir radieux (litt. „Un viitor strălucit”) (1925) duce mai departe istoria membrilor familiei pe fondul evoluției societății franceze până la sfârșitul anilor 1950[32].

Nu face parte dintr-o serie Trois jours et une vie (2016). Este un roman psihologic despre un copil care își omoară prietenul din greșeală. Fapta lui nu este descoperită, dar îl obsedează, iar vechea întâmplare revine după 12 ani.
Pierre Lemaitre a scris și două nuvele publicate în volume colective:
- Une initiative (lit. „Inițiativă”), în 13 à table ! (lit. „13 la masă!”)[35];
- Les Événements de Péronne (lit. „Evenimentele din Péronne”), în L'Autre siècle (lit. „Celălalt secol”)[36].

Scriitorul a mai publicat și o carte de non-ficțiune, Dictionnaire amoureux du polar, un dicționar al romanelor polițiste și negre pe care le îndrăgește.

## Adaptări
Din romane ale lui Pierre Lemaitre au fost adaptate și volume de benzi desenate. Un roman l-a adaptat el însuși, Au revoir là-haut.
Celelalte au fost adaptate de alți scriitori:
- Rosie, după romanul Rosy & John[39];
- Irène, după romanul Travail soigné[40];
- Couleurs de l'incendie[41];
- Alex[42];
- după romanul Cadres noirs:
  - vol. I: Avant (lit. „Înainte”)[43];
  - vol. II: Pendant (lit. „În timpul”)[44].

### Scenarii pentru cinema și televiziune
Pierre Lemaitre a scris și scenarii pentru filme de cinema după romane ale sale:
- Au revoir là-haut (împreună cu regizorul Albert Dupontel⁠(d)), 2017[45];
- Trois jours et une vie (împreună cu Perrine Margaine), 2019[46];
- Couleurs de l’incendie, 2022[47].

În televiziune a colaborat cu:
- scenariul filmului Otages (lit. „Ostateci”) (2009)[48];
- dialogurile episodului L'Homme aux deux visages (lit. „Omul cu două fețe”) din serialul Marion Mazzano (2010)[49];
- scenariul episodului Un marché de dupes (lit. „Un târg înșelător”) din serialul Boulevard du Palais (2010)[50];
- ideea pentru episodul L'Affaire Vauthier (lit. „Afacerea Vauthier”) din serialul Injustices (2012)[49];
- scenariul serialului Dérapages (lit. „Derapaje”) după romanul său Cadres noirs (2018)[51].

## Recepția operei
Pierre Lemaitre a cunoscut succesul literar atât la public, cât și la critică, încă de la prima sa publicație, romanul Travail soigné (Irène). Pentru romanele polițiste și thrillerele sale este apreciat de Stephen King drept „un romancier de suspans cu adevărat excelent”
Mărturisește că a învățat de la mulți scriitori pe care îi admiră: Honoré de Balzac, Émile Zola, Marcel Proust etc. Unii critici au comparat romanele din cele două serii ale sale cu romanul popular din secolul al XIX-lea și cu fresca balzaciană.
Succesul său internațional este dovedit de cele circa 30 de limbi în care au fost traduse mai multe sau mai puține opere ale sale, româna șase romane.

## Premii
Scriitorul a fost distins cu numeroase premii, cele mai importante fiind:
- Travail soigné:
  - Premiul pentru primul roman al Festivalului filmului polițist de la Cognac, 2006;
- Alex:
  - Premiul cititorilor de romane polițiste al Le Livre de poche, 2012;
- Sacrifices:
  - CWA International Dagger⁠(d) (Marea Britanie), 2015;
- Robe de marié:
  - Premiul Sang d'encre al Festivalului romanului polițist de la Vienne, 2009;
  - Premiul cititorilor Goutte de Sang d'encre al Festivalului romanului polițist de la Vienne, 2009;
  - Premiul romanului polițist francofon al Salonului romanului polițist de la Montigny-lès-Cormeilles⁠(d), 2009;
- Cadres noirs:
  - Premiul romanului polițist european⁠(d) al săptămânalului Le Point⁠(d), 2010;
- Au revoir là-haut:
  - Premiul Goncourt, 2013;
  - Premiul librarilor din Nancy și al jurnaliștilor de la Le Point, 2013;
  - Premiul pentru cel mai bun roman francez al revistei Lire, 2013;
  - Premiul pentru roman al France Télévisions, 2013;
  - Premiul literar Elba⁠(d) (Italia), 2014;
  - CWA International Dagger, 2016;
- filmul Au revoir là-haut:
  - Premiul César pentru cea mai bună adaptare (împreună cu Albert Dupontel), 2018.